# Are Eller
Are Eller (sinh ngày 23 tháng 11 năm 1947 tại Rakke) là một nhân viên thể thao, nhà báo thể thao và vận động viên chèo thuyền người Estonia.
Những năm 1960 và 1970, ông đã giành được 36 huy chương vàng trong các giải vô địch ở Estonia ở môn chèo thuyền. 1964-1975, ông là thành viên của đội tuyển quốc gia Estonia.
1979-1992 ông là phóng viên của Đài truyền hình Estonia. Kể từ năm 1984, ông là người dẫn chương trình của loạt phim truyền hình "Mootorite maailmas". Từ năm 1992, ông là một nhà báo thể thao tự do.
Từ năm 1994, ông là thành viên của đoàn đại biểu Estonia tham gia Paralympic.
Năm 2108, ông được trao tặng Huân chương Sao Trắng, hạng V.